# Botija
Botija és un municipi de la província de Càceres, a la comunitat autònoma d'Extremadura (Espanya). Es troba al partit judicial de Càceres, al sud de la província i ocupa una superfície de 18,4 quilòmetres quadrats.

## Escut
L'escut heràldic de Botija va ser aprovat mitjançant la "Ordre de 25 de novembre de 1992, per la qual s'aprova l'Escut Heràldic i Bandera Municipal, per a l'Ajuntament de Botija (Càceres)", publicada al Diari Oficial d'Extremadura el 10 de desembre de 1992 i signada pel Conseller de Presidència i Treball Manuel Amigo, després d'haver aprovat l'expedient el ple municipal del 3 de gener de 1989 i el 10 d'octubre de 1992 i haver emès informes favorables al Consell Assessor d'Honors i Distincions de la Junta d'Extremadura el 15 d'octubre de 1991 i el 24 de novembre de 1992.

## Geografia física
El municipi de Botija pertany al partit judicial de Càceres i a la Mancomunitat de Montánchez. Està situat a 32 km de la capital provincial. Situat al sud-est de Càceres, a l'interior del peneplà. Limita amb els termes municipals de Torremocha, Valdefuentes, Benquerencia, Plasenzuela, Salvatierra de Santiago i Càceres.
La xarxa hidrogràfica que ocupa el terme és poc important, tan sols és destacable un tram del riu Tamuja que travessa el terme de sud a nord i que mostra ja el començament del encaixonament en la peneplà.
Desguassa al Almonte per la seva esquerra després de rebre les aigües del Gibranzos i el Magasca. El riu Tamuja en els mesos en què es produeixen les precipitacions flueix trencant la duresa del paisatge, introduint vida i colorit al solaç dur i rotund de la plana. Aquest riu és d'una acusada personalitat tant per les seves característiques i recorregut, com per la seva vinculació a la història i al territori. El seu curs és Espai Natural Protegit.
Les característiques climàtiques configuren la zona com a ecosistema típicament mediterrani, amb estius calorosos i secs i hiverns suaus i plujosos.

## Naturalesa
El municipio de Botija disfruta de una de las devesa bouenca más importantes de la comarca, en ella se dan distintos tipos de paisajes, relacionados entre sí por el ganado, que son:
- La muntanya on abunden el matoll mediterrani (estepes, ginestes, espígol) barrejat amb alzines.
- Les pastures que es deuen al esclarissat del matoll i de l'arbrat, així com a l'acció del bestiar.

La zoogeografia d'aquest municipi és pròpia dels espais de devesa i amb vegetació mediterrània. Els animals més comuns que podem trobar al municipi són el conill, la llebre i el porc senglar. En aquesta localitat s'han localitzat diverses parelles de cigonya negra que a causa de l'escassetat d'exemplars a la Península i la tendència al descens en el seu nombre fa d'aquesta devesa un important ecosistema a conservar.
Animals com la guineu, el teixó o la fagina i gran diversitat d'aus aquàtiques, carronyeres, rapinyaires diürnes i nocturnes, rèptils diversos i un llarg etcètera conformen la resta dels animals silvestres de la zona.

## Història
Al terme municipal de Botija, a uns dos quilòmetres de la població, hi ha un jaciment arqueològic de la Segona Edat del Ferro, Tamusia, conegut avui com a «Castro de Villasviejas del Tamuja», però es creu que no hi ha cap relació d'aquest poblat amb l'origen de Botija.
Del que sí que hi ha constància documental és del següent:
Durant el segle xii es succeeixen diverses incursions cristianes a la comarca, fins que en 1230 es produeix la definitiva Reconquesta passant a pertànyer la Vila de Montánchez i la seva Terra (a la qual pertanyia Botija) a l'Ordre de Santiago, segons un privilegi de donació d'aquestes terres concedit pel rei Alfons IX, revalidat en 1231 i 1234 per Ferran III. En 1236 es concedeix privilegi de població i fur a la Vila de Montánchez i la seva Terra.
L'Ordre de Santiago va establir a partir del segle xiii un senyoriu immens a Extremadura, territoris que dins de l'Ordre van rebre el nom de Província de Lleó de l'Ordre de Santiago. No obstant això, existia una jurisdicció eclesiàstica que radicava en Llerena i es denominava la Diòcesi de Sant Marc de Lleó. D'aquesta manera Botija pertanyia a l'Encomana de Montánchez, Província de Lleó i Diòcesi del Priorat de Sant Marc de Lleó.
Botija va pertànyer a l'Ordre de Santiago i la seva Diòcesi fins que al segle passat desapareixen les Ordres Militars per mandat papal. Així dels catorze pobles que componien l'Encomana de Montánchez, cinc, que són Salvatierra, Botija, Benquerencia, Torremocha i Zarza, passen a pertànyer a la Diòcesi de Còria-Càceres i la resta a la de Badajoz, però, el 1958 els que pertanyien a Badajoz s'integren en la de Còria-Càceres, i la jurisdicció eclesiàstica tal com es troba actualment.
A la caiguda de l'Antic Règim la localitat es constitueix com a municipi constitucional a la regió d'Extremadura. Des de 1834 va quedar integrat en Partit Judicial de Montánchez. En el cens de 1842 comptava amb 83 llars i 455 veïns.

## Demografia
| 1900 | 1910 | 1920 | 1930 | 1940 | 1950 | 1960 | 1970 | 1981 | 1991 | 2001 | 2002 | 2003 | 2004 | 2005 | 2006 | 2007 | 2010 | 2011 | 2012 | 2013 | 2014 | 2015 | 2016 |
| ---- | ---- | ---- | ---- | ---- | ---- | ---- | ---- | ---- | ---- | ---- | ---- | ---- | ---- | ---- | ---- | ---- | ---- | ---- | ---- | ---- | ---- | ---- | ---- |
| 604  | 757  | 686  | 713  | 819  | 847  | 744  | 562  | 258  | 197  | 171  | 164  | 154  | 153  | 148  | 186  | 197  | 211  | 214  | 212  | 193  | 188  | 189  | 185  |

## Comunicacions
Botija està connectada a Plasenzuela per la carretera provincial CC-127 i a Torremocha per la CC-93. Les dues carreteres són en la pràctica camins rurals en mal estat. Al sud de la localitat surten camins que porten a Ruanes i Salvatierra de Santiago.

## Patrimoni
En el pla arquitectònic cal destacar l'Església de Santa Maria Magdalena, de senzilla estructura. És obra de maçoneria reforçada mitjançant contraforts i cantonades de pedra picada, realitzada en la seva major part durant el segle xvii, encara que la presència d'arrabà en alguna de les seves portes indica l'existència d'un temple anterior. Constitueix un rectangle dividit cap a l'interior en quatre trams. El de la capçalera va cobert amb cúpula sobre petxines, i els restants formant l'única nau, mitjançant volta de mig canó amb llunetes. A l'exterior sobresurten els volums de la torre adossada als peus i del quadrangular que envolta la cúpula. Al costat meridional de la capçalera s'adossa una sagristia de grans proporcions. La seva portada més notable, amb arc de mig punt enquadrat en arrabà, s'obre en el costat nord. Prenent com a base el baptisteri, s'eleva la torre, de planta quadrada i dos cossos, coronada per mitjà d'un capitell i boles angulars sobre plints. L'edifici conserva en el seu interior diversos retaules, talles i olis barrocs de variat interès. Mereix destacar un retaule repintat del segle xvi, situat al costat de l'Epístola, en el qual encara es conserven algunes pintures sobre llenç.
Ja dins del seu nucli urbà, cal referir-se a la seva arquitectura popular, humil però de gran atractiu, amb habitatges d'un o dos pisos, generalment construïdes a força de maçoneria vista.
Altres llocs d'interès són:
- El "chozo del Bujío": són els antics habitatges de les persones que cuidaven als porcs.
- Les creus dels camins de Trujillo i Montánchez: del segle xvi, amb peanya d'escales, fust i capitell, a sobre petit creuer.
- Ermita del Santíssim Crist Ressuscitat: és una petita ermita que està situada a la vora del riu Tamuja. És una construcció moderna i un cop a l'any els veïns de la localitat es reuneixen en ella per celebrar la tradicional romeria del poble.
- La font de l'Horta: amb aigües medicinals ferruginoses. Antigament es trobava allà una antiga casa de banys, situada a les proximitats de la deu, l'aigua era utilitzada en el tractament d'afeccions reumàtiques, problemes de gana i tractament d'èczemes.
- El mirador del Guijorro: lloc de 490,35 m d'altitud, des d'on es pot apreciar una bella panoràmica del terme de Botija i els seus voltants.
- Molí de la muralla: del segle xviii, està situat en un dels meandres del riu Tamuja. Està format per una muralla i un edifici on es albergaria el molí. S'utilitzava per moldre el blat i fabricar farina amb ajuda de la força de l'aigua.
- "Potro de herrar": es troba en perfecte estat de conservació. En l'antiguitat s'utilitzava per ferrar bous i cavalleries i ha estat utilitzat fins fa aproximadament quaranta anys.
- Pont "del verraco": s'erigeix sobre un dels guals del riu Tamuja. Està construït amb pedres de pissarra, abundants restes de carreus i peça de granit. Es va construir aproximadament a finals del S XIX. El pont de gran longitud presenta 14 ulls, amb 13 tallamars de forma apuntada, comptant amb la peculiaritat que en el tallamar número 7 es trobava situat un dels verros trobats al municipi i que va ser traslladat al Museu Arqueològic de Càceres.
- Pont Vell: dels segles XVI-XVII. Està construït a dos vessants i posseeix 3 ulls sent el central més ample amb tres arcs de mig punt i presenta marques de picapedrers tallats en els carreus de granits, a més presenta marques de picapedrer tallats en els carreus de granit. Presenta a cada costat una sèrie de buits de forma quadrada i rectangular damunt dels tres tallamars amb la finalitat que en la fortes crescudes del riu l'aigua discorri amb més fluïdesa.
- Restes de l'ermita de Sants Màrtirs Sant Fabián i Sant Sebastià (En l'actualitat és part del Cementiri): del segle xiv. Construcció realitzada en maçoneria. En el primer quart del S XX es va instal·lar allí el cementiri municipal. Les restes arquitectòniques que es conserven deixen veure una construcció realitzada en maçoneria i reforçada amb algun contrafort de pedra i en la capçalera de l'antiga ermita, única forma que s'ha conservat, un arc apuntat en pedra, que fa que la seva cronologia pugui ser enquadrada al S. XIV aproximadament.
- Villasviejas del Tamuja: castro format per dos recintes fortificats de la 2a Edat del Ferro del S. IV a.C.- I a.C. En els voltants es troben dues necròpolis de cremació i mines de Plata i Plom.
- Zahúrdas: la finalitat d'aquests elements va ser la d'albergar el bestiar porcí en estat de la montanera. Aquestes zahúrdas estan realitzades íntegrament amb lloses de pissarra, i estan formades per un habitacle perquè es refugiï el bestiar i d'un corral. Aquest mateix tipus de zahúrdas, les trobem en altres deveses boyales de municipis extremenys, com el de Montehermoso o la de la Comarca de les Villuercas.

## Gastronomia
Els productes típics de Botija són la caldereta de xai, el garrí rostit, el formatge curat d'ovella i les migas extremenyes.
Predominen els productes tradicionals de la matança del porc ibèric com són el xoriço, llonganissa, pernil, llom, botifarra, bofera, patatera, etc.
Els dolços típics són: les rosques, perrunillas, ajuelas, piñonates, flors i arboç fets artesanalment.
Botija ha estat conegut des de sempre pels mestres dulceros que elaboren artesanalment carabassat, torró, caramels, etc. que venien a les fires quedant encara un artesà d'aquest sector que avui dia se segueix dedicant a aquest ofici.

## Festivitats
A Botija se celebren les següents festes:
- Sant Sebastià, el 20 de gener
- Carnestoltes
- Romeria del Crist Ressuscitat, el diumenge de Resurrecció
- Santa Maria Magdalena, el 21 i 22 de juliol
- Sagrats Cors de Jesús i Maria, el 11, 12 i 13 d'agost

- Nit de Nadal